# Ucsur
Az Ucsur (oroszul: Учур) folyó Oroszország ázsiai részén, a Habarovszki határterületen és Jakutföldön; az Aldan jobb oldali mellékfolyója.

## Földrajz
Hossza: 812 km, vízgyűjtő területe: 113 000 km², évi közepes vízhozama: 1345 m³/sec.
A Sztanovoj-hegylánc keleti végén ered és az Aldan-felföld keleti peremén folyik, végig hegyes vidéken. A Gonam torkolatától Jakutföld déli területén folytatja útját; az Aldan–Ucsur-hegység és a Ket-Kap-hegy közötti völgyben északnyugat, majd észak felé folyik. Délkelet felől, Csagda településnél ömlik az Aldanba.
Főként esővízek táplálják. Alsó szakaszán novembertől májusig befagy. 
Jelentősebb, bal oldali mellékfolyói az Ujan, a Tirkan, a Gonam (686 km) és a Ginim (297 km).